# شهرستان وارن (کارولینای شمالی)
شهرستان وارن، کارولینای شمالی (به انگلیسی: Warren County, North Carolina) یک سکونتگاه مسکونی در ایالات متحده آمریکا است که در کارولینای شمالی واقع شده‌است.

## خصوصیات
شهرستان وارن ۱٬۱۴۹٫۹۶ کیلومترمربع مساحت دارد.